# 7711 Ржип
7711 Ржип (7711 Říp) — астероїд головного поясу, відкритий 2 грудня 1994 року.
Тіссеранів параметр щодо Юпітера — 3,139.
Названо на честь легендарної гори Ржип, у Чехії, місця паломництва.